# قائمة رؤساء جنوب غرب الصومال
قائمة رؤساء ولاية جنوب غرب الصومال إحدى ولايات جمهورية الصومال الفيدرالية.

## رؤساء الولاية
| الصورة | اسم                      | فترة المنصب    | فترة المنصب    | التحزب السياسي       |
| ------ | ------------------------ | -------------- | -------------- | -------------------- |
|        | حسن محمد نور             | 1 أبريل 2002   | 3 أكتوبر 2002  | جيش رحانوين للمقاومة |
|        | مدوبي نونو محمد          | 3 مارس 2014    | 3 ديسمبر 2014  | مستقل                |
|        | شريف حسن شيخ آدم         | 3 ديسمبر 2014  | 7 نوفمبر 2018  | مستقل                |
|        | عبد القادر شريف ميو مؤقت | 7 نوفمبر 2018  | 19 ديسمبر 2018 | مستقل                |
|        | عبد العزيز حسن محمد      | 19 ديسمبر 2018 | الرئيس الحالي  | مستقل                |

## روابط خارجية
- ولايات الصومال